# 1957-es sakkvilágbajnokság
 Ez a cikk a sakkjátszmák algebrai lejegyzését alkalmazza.
Az 1957-es sakkvilágbajnokság a Nemzetközi Sakkszövetség (FIDE) által szervezett 24 játszmás párosmérkőzés, amelyre a címvédő szovjet Mihail Botvinnik és a kihívó szovjet Vaszilij Szmiszlov között a Szovjetunióban, Moszkvában került sor 1957. március 5. és április 27. között.
A mérkőzés Vaszilij Szmiszlov 12½–9½ arányú győzelmével ért véget, ezzel elhódította a világbajnoki címet, és ő lett a sakkozás hetedik hivatalos világbajnoka.

## Előzmények
Alekszandr Aljechin sakkvilágbajnok 1946-ban bekövetkezett halála miatt a Nemzetközi Sakkszövetség a világ akkor legerősebbnek számító sakkozói részvételével 1948-ban ötfordulós körmérkőzéses versenyt rendezett, amelynek győztese, Mihail Botvinnik lett jogosult a sakkvilágbajnoki cím viselésére.
A FIDE 1946-ban Hágában meghatározta az egyéni világbajnokság további menetének szabályait. Eszerint háromévenként kell világbajnoki párosmérkőzést rendezni, amelyet meg kell előznie a világbajnokjelölt személyét kiválasztó versenysorozatnak, amely zónaversenyekből, egy zónaközi versenyből és egy világbajnokjelölti tornából áll. A versenysorozat győztese játszhat 24 játszmás párosmérkőzést a regnáló világbajnokkal. A FIDE döntött arról is, hogy a párosmérkőzés döntetlen eredménye esetén a világbajnok megtartja címét.
1951-ben David Bronstejn és 1954-ben Vaszilij Szmiszlov is 12–12–es döntetlent játszott a regnáló világbajnokkal, így Botvinnik mindkét korábbi esetben megvédte címét.

### Zónaversenyek
Az 1954–1957-es világbajnoki ciklusban hét zónaversenyre került sor.
München (Németország)
Az 1954. júniusban Münchenben rendezett egyik „Európai zóna” versenyt a nyugatnémet Unzicker nyerte a holland Donner, valamint két jugoszláv versenyző, Rabar és Fuderer előtt.
Moszkva, szovjet bajnokság
Az 1955. február–márciusban rendezett 22. szovjet sakkbajnokság egyben zónaversenynek is számított. Ebből a zónából négy versenyző juthatott tovább a zónaközi versenyre az előző világbajnokjelölti sorozaton már kvalifikációt szerzett Paul Keres és David Bronstejn, illetve a világbajnokjelölti versenyen indulásra jogosult Szmiszlov mellett. Az első helyen Vaszilij Szmiszlov végzett holtversenyben Jefim Gellerrel, majd négyes holtverseny alakult ki Ilivitsky, Borisz Szpasszkij, Tigran Petroszján és Botvinnik között.
Marianske Lazné (Csehszlovákia)
A második európai zóna versenyén 1954. májusban Marianske Laznéban az első öt helyezett kvalifikálta magát a zónaközi versenyre. Az első helyet a csehszlovák Pachman szerezte meg, a második helyezett Szabó László előtt, a 3. a lengyel Sliwa, a 4–5. helyen holtversenyben a csehszlovák Filip és a svéd Stahlberg végzett.
New York, Amerika bajnoksága
Az 1954. május–júniusban rendezett 9. amerikai bajnokság egyúttal a világbajnokság zónaversenyének számított. A győzelmet Bisguier szerezte meg Evans előtt. Ők ketten kvalifikálták magukat a zónaközi versenyre.
Winnipeg, Kanada bajnoksága
Az 1953. évi Kanada bajnokság egyben a világbajnokság zónaversenyének számított. A versenyről az első helyezett juthatott tovább. A győzelmet Yanofsky szerezte meg.
Caracas
A két dél-amerikai zóna közül az 1954. júliusban Caracasban rendezettről egy versenyző kvalifikálhatta magát a zónaközi versenyre. Az első helyet a venezuelai Antonio Medina García szerezte meg.
Mar del Plata
A jóval erősebb, 1954. áprilisban rendezett másik dél-amerikai zónaversenyről négy versenyző juthatott tovább. Az első helyet Oscar Panno szerezte meg Miguel Najdorf előtt, a 3–4. helyen holtversenyben Pilnik és Guimard végzett. A verseny érdekessége, hogy a 22 fős mezőnyben az első tíz helyet argentin versenyző foglalta el.

### Zónaközi verseny
A zónaversenyek eredményei alapján kialakult mezőny részvételével 1955. augusztus 15. – szeptember 21. között a svédországi Göteborgban zajlott a világbajnokság zónaközi döntője. A kiírás szerint az első kilenc helyezett juthatott tovább a világbajnokjelöltek versenyére.
A versenyt Bronstejn nyerte Keres előtt, a továbbjutók között volt a magyar Szabó László, valamint két későbbi világbajnok: Tigran Petroszján, és az akkor még csak 20 éves Borisz Szpasszkij.
| H. | Versenyző         | Ország                    | 1 | 2 | 3 | 4 | 5 | 6 | 7 | 8 | 9 | 10 | 11 | 12 | 13 | 14 | 15 | 16 | 17 | 18 | 19 | 20 | 21 | Pont | S–B[5] |
| -- | ----------------- | ------------------------- | - | - | - | - | - | - | - | - | - | -- | -- | -- | -- | -- | -- | -- | -- | -- | -- | -- | -- | ---- | ------ |
| 1  | David Bronstejn   | Szovjetunió               | x | 1 | 1 | ½ | 1 | ½ | ½ | ½ | ½ | ½  | ½  | ½  | ½  | ½  | 1  | 1  | 1  | 1  | 1  | 1  | 1  | 15   |        |
| 2  | Paul Keres        | Szovjetunió               | 0 | x | 1 | ½ | ½ | ½ | ½ | ½ | 1 | ½  | 1  | 1  | 1  | ½  | 1  | 1  | 0  | 1  | ½  | ½  | 1  | 13½  |        |
| 3  | Oscar Panno       | Argentína                 | 0 | 0 | x | ½ | 0 | 1 | ½ | ½ | 1 | ½  | 1  | 1  | 1  | ½  | ½  | 1  | ½  | 1  | 1  | 1  | ½  | 13   |        |
| 4  | Tigran Petroszján | Szovjetunió               | ½ | ½ | ½ | x | ½ | ½ | ½ | ½ | ½ | ½  | ½  | ½  | 1  | ½  | ½  | ½  | 1  | ½  | 1  | 1  | 1  | 12½  |        |
| 5  | Jefim Geller      | Szovjetunió               | 0 | ½ | 1 | ½ | x | ½ | ½ | 1 | ½ | 0  | ½  | ½  | ½  | 0  | 1  | ½  | 1  | 1  | 1  | ½  | 1  | 12   | 111.75 |
| 6  | Szabó László      | Magyarország              | ½ | ½ | 0 | ½ | ½ | x | ½ | ½ | ½ | ½  | ½  | 0  | ½  | ½  | 1  | ½  | 1  | 1  | 1  | 1  | 1  | 12   | 108.50 |
| 7  | Miroslav Filip    | Csehszlovákia             | ½ | ½ | ½ | ½ | ½ | ½ | x | ½ | 0 | ½  | ½  | ½  | 1  | ½  | 0  | 1  | ½  | ½  | ½  | 1  | 1  | 11   | 104.00 |
| 8  | Herman Pilnik     | Argentína                 | ½ | ½ | ½ | ½ | 0 | ½ | ½ | x | 0 | ½  | ½  | ½  | ½  | 1  | 1  | ½  | ½  | ½  | ½  | 1  | 1  | 11   | 102.50 |
| 9  | Borisz Szpasszkij | Szovjetunió               | ½ | 0 | 0 | ½ | ½ | ½ | 1 | 1 | x | 1  | 0  | 0  | ½  | 1  | ½  | ½  | 1  | 0  | 1  | 1  | ½  | 11   | 102.50 |
| 10 | Georgy Ilivitsky  | Szovjetunió               | ½ | ½ | ½ | ½ | 1 | ½ | ½ | ½ | 0 | x  | ½  | 0  | 0  | ½  | ½  | 1  | ½  | ½  | 1  | ½  | 1  | 10½  | 100.50 |
| 11 | Ludek Pachman     | Csehszlovákia             | ½ | 0 | 0 | ½ | ½ | ½ | ½ | ½ | 1 | ½  | x  | ½  | ½  | ½  | 1  | ½  | ½  | ½  | 1  | ½  | ½  | 10½  | 99.25  |
| 12 | Miguel Najdorf    | Argentína                 | ½ | 0 | 0 | ½ | ½ | 1 | ½ | ½ | 1 | 1  | ½  | x  | 0  | 0  | 0  | ½  | ½  | 1  | ½  | 1  | 0  | 9½   | 94.00  |
| 13 | Carlos Guimard    | Argentína                 | ½ | 0 | 0 | 0 | ½ | ½ | 0 | ½ | ½ | 1  | ½  | ½  | x  | ½  | 1  | 0  | 1  | ½  | 0  | ½  | 1  | 9½   | 89.50  |
| 14 | Braslav Rabar     | Jugoszlávia               | ½ | ½ | ½ | ½ | 1 | ½ | ½ | 0 | 0 | ½  | ½  | 1  | ½  | x  | ½  | ½  | ½  | 0  | 0  | 1  | 0  | 9    | 93.50  |
| 15 | Andrija Fuderer   | Jugoszlávia               | 0 | 0 | ½ | ½ | 0 | 0 | 1 | 0 | ½ | ½  | 0  | 1  | 0  | ½  | x  | 1  | 1  | 1  | 1  | 0  | ½  | 9    | 81.25  |
| 16 | Wolfgang Unzicker | NSZK                      | 0 | 0 | 0 | ½ | ½ | ½ | 0 | ½ | ½ | 0  | ½  | ½  | 1  | ½  | 0  | x  | ½  | ½  | ½  | 1  | 1  | 8½   |        |
| 17 | Gideon Ståhlberg  | Svédország                | 0 | 1 | ½ | 0 | 0 | 0 | ½ | ½ | 0 | ½  | ½  | ½  | 0  | ½  | 0  | ½  | x  | 1  | ½  | ½  | 1  | 8    | 74.00  |
| 18 | Arthur Bisguier   | Amerikai Egyesült Államok | 0 | 0 | 0 | ½ | 0 | 0 | ½ | ½ | 1 | ½  | ½  | 0  | ½  | 1  | 0  | ½  | 0  | x  | ½  | 1  | 1  | 8    | 70.50  |
| 19 | Antonio Medina    | Spanyolország             | 0 | ½ | 0 | 0 | 0 | 0 | ½ | ½ | 0 | 0  | 0  | ½  | 1  | 1  | 0  | ½  | ½  | ½  | x  | 0  | 0  | 5½   | 53.25  |
| 20 | Jan Hein Donner   | Hollandia                 | 0 | ½ | 0 | 0 | ½ | 0 | 0 | 0 | 0 | ½  | ½  | 0  | ½  | 0  | 1  | 0  | ½  | 0  | 1  | x  | ½  | 5½   | 49.25  |
| 21 | Bogdan Śliwa      | Lengyelország             | 0 | 0 | ½ | 0 | 0 | 0 | 0 | 0 | ½ | 0  | ½  | 1  | 0  | 1  | ½  | 0  | 0  | 0  | 1  | ½  | x  | 5½   | 48.50  |

### A világbajnokjelöltek versenye
Az 1957-es sakkvilágbajnokság világbajnokjelöltjeinek versenyét 1956. március 27. és május 1. között Amszterdamban és Leeuwardenben (a 10–11. forduló) rendezték kétfordulós körmérkőzés formájában.
Az első kilenc forduló helyszíne Amszterdamban a Minerva Paviljoen volt, a 10–11. fordulóra Leeuwardenben került sor, majd a verseny végére visszatértek Amszterdamba.
A versenyt a legutóbbi világbajnokjelölti versenyhez hasonlóan ezúttal is Szmiszlov nyerte, és megszerezte a regnáló világbajnok Mihail Botvinnik kihívásának jogát.
| H  | Versenyző          | Ország        | 1   | 2   | 3   | 4   | 5   | 6   | 7   | 8   | 9   | 10  | Pont | S–B   |
| -- | ------------------ | ------------- | --- | --- | --- | --- | --- | --- | --- | --- | --- | --- | ---- | ----- |
| 1  | Vaszilij Szmiszlov | Szovjetunió   | xx  | ½ ½ | ½ ½ | 0 ½ | ½ ½ | ½ 1 | 1 1 | ½ 1 | 1 ½ | ½ 1 | 11½  |       |
| 2  | Paul Keres         | Szovjetunió   | ½ ½ | xx  | ½ ½ | ½ ½ | ½ ½ | ½ 1 | ½ ½ | ½ 0 | 1 ½ | 1 ½ | 10   |       |
| 3  | Szabó László       | Magyarország  | ½ ½ | ½ ½ | xx  | 1 ½ | ½ ½ | ½ ½ | ½ 1 | 0 ½ | ½ ½ | 0 1 | 9½   | 86.00 |
| 4  | Borisz Szpasszkij  | Szovjetunió   | 1 ½ | ½ ½ | 0 ½ | xx  | ½ ½ | ½ 1 | 0 ½ | ½ ½ | ½ ½ | ½ 1 | 9½   | 84.00 |
| 5  | Tigran Petroszján  | Szovjetunió   | ½ ½ | ½ ½ | ½ ½ | ½ ½ | xx  | 0 ½ | 0 1 | 1 ½ | ½ ½ | 1 ½ | 9½   | 82.25 |
| 6  | David Bronstejn    | Szovjetunió   | ½ 0 | ½ 0 | ½ ½ | ½ 0 | 1 ½ | xx  | ½ 1 | 1 ½ | ½ ½ | ½ 1 | 9½   | 81.00 |
| 7  | Jefim Geller       | Szovjetunió   | 0 0 | ½ ½ | ½ 0 | 1 ½ | 1 0 | ½ 0 | xx  | 1 1 | ½ 1 | 1 ½ | 9½   | 78.75 |
| 8  | Miroslav Filip     | Csehszlovákia | ½ 0 | ½ 1 | 1 ½ | ½ ½ | 0 ½ | 0 ½ | 0 0 | xx  | 1 0 | ½ 1 | 8    | 69.50 |
| 9  | Oscar Panno        | Argentína     | 0 ½ | 0 ½ | ½ ½ | ½ ½ | ½ ½ | ½ ½ | ½ 0 | 0 1 | xx  | 1 ½ | 8    | 69.00 |
| 10 | Herman Pilnik      | Argentína     | ½ 0 | 0 ½ | 1 0 | ½ 0 | 0 ½ | ½ 0 | 0 ½ | ½ 0 | 0 ½ | xx  | 5    |       |

## A világbajnoki döntő
Az 1957-es világbajnokság döntőjére a világbajnokjelöltek versenyét megnyerő Vaszilij Szmiszlov és a világbajnoki címet 1948 óta védő Mihail Botvinnik között került sor Moszkvában 1957. március 5. – április 27. között.
A világbajnoki mérkőzés előtt összesen 52 alkalommal játszottak egymással, ebből 24-szer az 1954-es világbajnoki döntőben. Azóta két játszmát váltottak, amelyeken Szmiszlov valamelyest javított a mérlegén, mert az 1955-ös szovjet bajnokságon győzött, az 1956-os Aljechin-emlékversenyen váltott játszmájuk döntetlen lett. Az egymás elleni eredményük azonban még mindig Botvinnik előnyét mutatta: 17 alkalommal győzött 23 döntetlen mellett, Szmiszlovnak csak 12-szer sikerült nyernie ellene.
Botvinnik az 1954-es világbajnoki döntő után rövid időre visszavette első helyezését a világranglistán, de két hónap múlva, 1954. júniusban már ismét Szmiszlov állt ott. Fokozatosan csúszott vissza a ranglistán, 1955. októberben már csak az 5. volt Szmiszlov, Paul Keres, David Bronstejn és Samuel Reshevsky mögött. Ezután fokozatosan jött fel, 1957. januárban már a 2. helyen állt Szmiszlov mögött, de a világbajnoki döntő kezdetére visszacsúszott a 4. helyre, mivel Keres és Bronstejn is megelőzte. Szmiszlov ugyanakkor 1954. júniustól folyamatosan vezette a világranglistát.
A mérkőzés szabályait a FIDE 1949. márciusban Párizsban tartott kongresszusa határozta meg. A győztes az, aki először éri el a 12,5 pontot legfeljebb 24 játszmából. 12–12 esetén a világbajnok megtartja címét. 2,5 óra állt rendelkezésre 40 lépés megtételéhez, majd óránként 16 lépést kellett tenni. Ötórányi játék után a játszma függőben maradt, amelyet másnap folytattak.
Szmiszlov nyerte az első játszmát, de Btvinnik a 4. játszmában egyenlített, sőt az 5. játék megnyerésével a vezetést is átvette. Szmiszlov rögtön a következő játszmában kiegyenlítette a mérkőzés állását, és a 8. játszma megnyerése után újra ő vezetett. Előnyét a 12. játszma után még tovább fokozta, így a mérkőzés félidejében két ponttal, 7–5-re vezetett. Botvinnik a 13. játszmában csökkentette az előnyt, de ez volt a mérkőzésen az utolsó győzelme. Szakértők szerint a mérkőzés a 15. játékban dőlt el, amikor Botvinnik nyerő állását nem tudta győzelemig fokozni.
Végeredményben Szmiszlov már a 22. játszma után világbajnokként állhatott fel az asztaltól, a 12,5–9,5 arányú győzelme a cím elhódítását jelentette számára.
| Versenyző          | Ország      | 1 | 2 | 3 | 4 | 5 | 6 | 7 | 8 | 9 | 10 | 11 | 12 | 13 | 14 | 15 | 16 | 17 | 18 | 19 | 20 | 21 | 22 | Nyert | Pont |
| ------------------ | ----------- | - | - | - | - | - | - | - | - | - | -- | -- | -- | -- | -- | -- | -- | -- | -- | -- | -- | -- | -- | ----- | ---- |
| Mihail Botvinnik   | Szovjetunió | 0 | ½ | ½ | 1 | 1 | 0 | ½ | 0 | ½ | ½  | ½  | 0  | 1  | ½  | ½  | ½  | 0  | ½  | ½  | 0  | ½  | ½  | 3     | 9 ½  |
| Vaszilij Szmiszlov | Szovjetunió | 1 | ½ | ½ | 0 | 0 | 1 | ½ | 1 | ½ | ½  | ½  | 1  | 0  | ½  | ½  | ½  | 1  | ½  | ½  | 1  | ½  | ½  | 6     | 12 ½ |

### A világbajnoki döntő játszmái
A döntő mind a 22 játszmája megtalálható a Chessgames oldalán. A döntéssel végződött játszmák:
1. játszma Botvinnik–Szmiszlov 0–1 41 lépés
Anglo-indiai védelem, vezérhuszár változat ECO A16
1.c4 Hf6 2.Hc3 g6 3.g3 Fg7 4.Fg2 O-O 5.e4 c5 6.Hge2 Hc6 7.O-O d6 8.a3 Fd7 9.h3 He8 10.d3 Hc7 11.Bb1 Bb8 12.Fe3 b5 13.cxb5 Hxb5 14.Hxb5 Bxb5 15.d4 Vc8 16.dxc5 dxc5 17.Kh2 Bd8 18.Vc1 Hd4 19.Hc3 Bb7 20.f4 Fc6 21.Bf2 a5 22.Vf1 Hb5 23.e5 Hxc3 24.bxc3 Fxg2 25.Bxg2 Bxb1 26.Vxb1 Vc6 27.Bd2 Bxd2+ 28.Fxd2 c4 29.Fe3 f6 30.Fd4 Kf7 31.Vd1 a4 32.Ve2 Vd5 33.Kg1 Ff8 34.f5 fxe5 35.fxg6+ hxg6 36.Fxe5 e6 37.Vf2+ Ke8 38.Vf6 Fxa3 39.Vxg6+ Kd7 40.Vh7+ Fe7 41.Ff6 0-1
4. játszma Szmiszlov–Botvinnik 0–1 41 lépés
Szicíliai védelem, Richter–Rauzer-változat ECO B62
1.e4 c5 2.Hf3 Hc6 3.d4 cxd4 4.Hxd4 Hf6 5.Hc3 d6 6.Fg5 e6 7.Vd2 a6 8.O-O-O h6 9.Fe3 Fd7 10.f3 b5 11.Hxc6 Fxc6 12.Vf2 Vc7 13.Fd3 Fe7 14.Vg3 g6 15.Kb1 O-O-O 16.Vf2 Kb7 17.He2 e5 18.Hc1 d5 19.exd5 Hxd5 20.Bhe1 f5 21.Hb3 Hxe3 22.Vxe3 Fd6 23.c4 bxc4 24.Fxc4 Vb6 25.Ve2 Ka7 26.Bc1 Fb7 27.Bed1 e4 28.Fd5 Ff4 29.Fxb7 Fxc1 30.Fd5 Fe3+ 31.fxe4 fxe4 32.Vc4 Bh7 33.Vxe4 Bhd7 34.Bd3 Fg5 35.Vf3 Bxd5 36.Bxd5 Vg1+ 37.Kc2 Bc8+ 38.Kd3 Vb1+ 39.Kd4 Vxb2+ 40.Ke4 Be8+ 41.Kd3 és világos egyidejűleg feladta, mert 41.– Be3+ következik, amellyel sötét döntő előnyhöz jut. 0-1
5. játszma Botvinnik–Szmiszlov 1–0 54 lépés
Anglo-indiai védelem, vezérhuszár változat ECO A16
1.c4 Hf6 2.Hc3 g6 3.g3 Fg7 4.Fg2 O-O 5.d4 d6 6.Hf3 Fg4 7.h3 Fxf3 8.Fxf3 Hc6 9.Fg2 Hd7 10.e3 e5 11.d5 He7 12.e4 f5 13.h4 f4 14.Fh3 Bf6 15.Ve2 Fh6 16.Fd2 Hc5 17.b4 f3 18.Vf1 Fxd2+ 19.Kxd2 Ha6 20.a3 c6 21.Vd3 Hc7 22.Bab1 Bb8 23.Bhc1 a5 24.b5 c5 25.b6 He8 26.Be1 Hg7 27.Be3 Vf8 28.Bb5 Ba8 29.Ha4 Vf7 30.Vc3 h5 31.Bxa5 Bb8 32.Hb2 Kh7 33.Vb3 Hg8 34.Hd3 Hh6 35.Be1 Hg4 36.Va4
Ve7 37.Kc2 Bff8 38.Ba7 He8 39.Fxg4 hxg4 40.Vb5 Hf6 41.a4 Kg8 42.Va5 Vd8 43.Hb2 Hd7 44.Hd1 Hf6 45.Vb5 Ve7 46.a5 Vh7 47.Kd3 Bf7 48.Vb2 Hh5 49.Bg1 g5 50.hxg5 Bbf8 51.Vd2 Bf4 52.Hc3 Hxg3 53.Bxg3 Vh2 54.Ve1 1-0
6. játszma Szmiszlov–Botvinnik 1–0 28 lépés
|    | |    |    |    |    |    |    |
|    | \| \| \| \| \| \| \| \| \| \| \| \| \| \| \| \| \| \| \| \| \| \| \| \| \| \| \| \| \| \| \| \| \| \| \| \| \| \| \| \| \| \| \| \| \| \| \| \| \| \| \| \| \| \| \| \| \| \| \| \| \| \| \| \| \| \| \| \| \| \| \| \| |    |    |    |    |    |    |
|    | |    |    |    |    |    |    |
| a8 | b8 | c8 | d8 | e8 | f8 | g8 | h8 |
| a7 | b7 | c7 | d7 | e7 | f7 | g7 | h7 |
| a6 | b6 | c6 | d6 | e6 | f6 | g6 | h6 |
| a5 | b5 | c5 | d5 | e5 | f5 | g5 | h5 |
| a4 | b4 | c4 | d4 | e4 | f4 | g4 | h4 |
| a3 | b3 | c3 | d3 | e3 | f3 | g3 | h3 |
| a2 | b2 | c2 | d2 | e2 | f2 | g2 | h2 |
| a1 | b1 | c1 | d1 | e1 | f1 | g1 | h1 |

| a8 | b8 | c8 | d8 | e8 | f8 | g8 | h8 |
| a7 | b7 | c7 | d7 | e7 | f7 | g7 | h7 |
| a6 | b6 | c6 | d6 | e6 | f6 | g6 | h6 |
| a5 | b5 | c5 | d5 | e5 | f5 | g5 | h5 |
| a4 | b4 | c4 | d4 | e4 | f4 | g4 | h4 |
| a3 | b3 | c3 | d3 | e3 | f3 | g3 | h3 |
| a2 | b2 | c2 | d2 | e2 | f2 | g2 | h2 |
| a1 | b1 | c1 | d1 | e1 | f1 | g1 | h1 |

Grünfeld-védelem, Szmiszlov-változat ECO D98
1.d4 Hf6 2.c4 g6 3.Hc3 d5 4.Hf3 Fg7 5.Vb3 dxc4 6.Vxc4 O-O 7.e4 Fg4 8.Fe3 Hfd7 9.O-O-O Hc6 10.h3 Fxf3 11.gxf3 Hb6 12.Vc5 f5 13.He2 Vd6 14.e5 Vxc5+ 15.dxc5 Hc4 16.f4 Bfd8 17.Fg2 Hxe3 18.fxe3 Hb4 19.Fxb7 Bab8 20.c6 Kf7 21.Hd4 e6 22.Hb5 Hd5 (diagram) 23.Bxd5 exd5 24.Hxc7 Bdc8 25.Fxc8 Bxc8 26.Hxd5 Bxc6+ 27.Kd2 Ke6 28.Hc3 1-0
8. játszma Szmiszlov–Botvinnik 1–0 41 lépés
Szicíliai védelem, Richter–Rauzer-változat ECO B62
1.e4 c5 2.Hf3 Hc6 3.d4 cxd4 4.Hxd4 Hf6 5.Hc3 d6 6.Fg5 e6 7.Vd2 a6 8.O-O-O h6 9.Fe3 Fd7 10.f4 Bc8 11.Kb1 b5 12.Fd3 Hg4 13.Fg1 Hxd4 14.Fxd4 e5 15.Fg1 exf4 16.Hd5 He3 17.Fxe3 fxe3 18.Vxe3 Fe6 19.Va7 Fxd5 20.exd5 Fe7 21.Bhe1 Vc7 22.Vxa6 O-O 23.c3 Ff6 24.Fxb5 Ba8 25.Vc6 Vb8 26.Vc4 Bc8 27.Fc6 Ba7 28.Vb3 Vc7 29.Be4 g6 30.Bf1 Fe5 31.h3 Kg7 32.Bb4 Bf8 33.a3 h5 34.Ka2 Vd8 35.Vc2 f5 36.Vf2 Baf7 37.a4 g5 38.Bb5 g4 39.a5 f4 40.hxg4 hxg4 41.a6 1-0
12. játszma Szmiszlov–Botvinnik 1–0 43 lépés
Szicíliai védelem, sárkány változat ECO B27
1.e4 c5 2.Hf3 g6 3.c4 Fg7 4.d4 d6 5.Hc3 Hc6 6.Fe3 Fg4 7.dxc5 dxc5 8.Vxd8+ Bxd8 9.Fxc5 Fxc3+ 10.bxc3 Hf6 11.Hd4 Hxe4 12.Hxc6 bxc6 13.Fxa7 Ff5 14.f3 Hd6 15.a4 Ba8 16.Fb6 O-O 17.c5 Hc8 18.g4 Fe6 19.a5 Hxb6 20.cxb6 Bfb8 21.Fd3 Bxb6 22.axb6 Bxa1+ 23.Kd2 Ba2+ 24.Ke3 Fc8 25.Bd1 Bb2 26.Fc4 Kg7 27.Bd8 Fe6 28.Fxe6 fxe6 29.Bb8 e5 30.c4 Kf7 31.c5 Ke6 32.Bd8 g5 33.h3 Bb1 34.Kd2 Bb5 35.Kd3 Bb1 36.Kc4 Bc1+ 37.Kb4 Bb1+ 38.Ka4 Ba1+ 39.Kb4 Bb1+ 40.Ka3 Ba1+ 41.Kb2 Ba5 42.Bd3 Ba8 43.Kb3 Ba5 1-0
13. játszma Botvinnik–Szmiszlov 1–0 41 lépés
Nimzoindiai védelem, Bronstein (Byrne)-változat ECO E45
1.c4 Hf6 2.Hc3 e6 3.d4 Fb4 4.e3 b6 5.He2 Fa6 6.a3 Fxc3+ 7.Hxc3 d5 8.b3 O-O 9.a4 c5 10.Fa3 dxc4 11.bxc4 Hc6 12.Hb5 Fb7 13.Fe2 He4 14.Ff3 Hg5 15.Fxc6 Fxc6 16.f3 a6 17.Hc3 f5 18.O-O Vf6 19.Vd3 Bfd8 20.d5 Hf7 21.e4 exd5 22.cxd5 Fd7 23.Fb2 He5 24.Ve2 f4 25.Hd1 b5 26.Hf2 c4 27.axb5 axb5 28.Vd2 Bac8 29.Bfc1 Be8 30.Fc3 Bc7 31.Kh1 Bb7 32.Ba2 h5 33.Bca1 b4 34.Fxb4 Vb6 35.Fc3 Ve3 36.Hd1 Vxd2 37.Bxd2 Hd3 38.Fd4 Beb8 39.Hc3 Bb3 40.h4 B8b7 41.Ba8+ 1-0
17. játszma Botvinnik–Szmiszlov 0–1 69 lépés
Anglo-indiai védelem, szláv formáció ECO A15
1.Hf3 Hf6 2.g3 g6 3.c4 c6 4.Fg2 Fg7 5.d4 O-O 6.Hc3 d5 7.cxd5 cxd5 8.He5 b6 9.Fg5 Fb7 10.Fxf6 Fxf6 11.O-O e6 12.f4 Fg7 13.Bc1 f6 14.Hf3 Hc6 15.e3 Vd7 16.Ve2 Ha5 17.h4 Hc4 18.Fh3 Hd6 19.Kh2 a5 20.Bfe1 b5 21.Hd1 b4 22.Hf2 Fa6 23.Vd1 Bfc8 24.Bxc8+ Bxc8 25.Ff1 Fxf1 26.Bxf1 Vc6 27.Hd3 Vc2+ 28.Vxc2 Bxc2+ 29.Bf2 Bxf2+ 30.Hxf2 Hc4 31.Hd1 Kf7 32.b3 Hd6 33.Kg2 h5 34.Kh3 He4 35.g4 hxg4 36.Kxg4 f5 37.Kh3 Ff6 38.He1 Kg7 39.Hd3 Hc3 40.Hxc3 bxc3 41.He1 Kh6 42.Hc2 Fe7 43.Kg3 Kh5 44.Kf3 Kxh4 45.He1 g5 46.fxg5 Kxg5 47.Hc2 Fd6 48.He1 Kh4 49.Hc2 Kh3 50.Ha1 Kh2 51.Kf2 Fg3+ 52.Kf3 Fh4 53.Hc2 Kg1 54.Ke2 Kg2 55.Ha1 Fe7 56.Hc2 Kg3 57.He1 Fd8 58.Hc2 Ff6 59.a3 Fe7 60.b4 a4 61.He1 Fg5 62.Hc2 Ff6 63.Kd3 Kf2 64.Ha1 Fd8 65.Hc2 Fg5 66.b5 Fd8 67.Hb4 Fb6 68.Hc2 Fa5 69.Hb4 Ke1 0-1
20. játszma Szmiszlov–Botvinnik 1–0 42 lépés
Francia védelem, Winawer-változat ECO C18
1.e4 e6 2.d4 d5 3.Hc3 Fb4 4.e5 c5 5.a3 Fxc3+ 6.bxc3 Vc7 7.Vg4 f6 8.Hf3 Hc6 9.Vg3 Vf7 10.dxc5 Hge7 11.Fd3 fxe5 12.Hxe5 Hxe5 13.Vxe5 O-O 14.O-O Hc6 15.Vg3 e5 16.Fe3 Ff5 17.Bab1 Fxd3 18.cxd3 Bae8 19.f4 Vc7 20.fxe5 Bxf1+ 21.Bxf1 Vxe5 22.Vxe5 Hxe5 23.Bd1 Kf7 24.h3 Hc6 25.Ff4 Be7 26.Fd6 Bd7 27.Bf1+ Ke6 28.Be1+ Kf7 29.Kf2 b6 30.Bb1 Ke6 31.Bb5 d4 32.c4 bxc5 33.Fh2 Bf7+ 34.Ke2 Be7 35.Bxc5 Kd7 36.Kd2 Be6 37.Bg5 g6 38.Bd5+ Kc8 39.Fg1 Bf6 40.Fxd4 Hxd4 41.Bxd4 Bf2+ 42.Kc3 1-0